# Родіонов Володимир Олександрович
Родіонов Володимир Олександрович (13 лютого 1940 року, Сталінград — 31 грудня 2018 року, Чугуїв) — український письменник, поет, який пише російською мовою, член Спілки письменників України і Росії, почесний громадянин м. Чугуєва.

## Біографія
Володимир Олександрович Родіонов народився в 1940 році в м Сталінграді.
Після закінчення школи став курсантом Харківського авіаційного училища льотчиків, але на третьому курсі через проблеми зі здоров'ям був відрахований. Однокурсниками Володимира Родіонова були майбутні космонавти Юрієм Малишевим, Володимиром Ляхов, маршал авіації Євгеном Шапошніковим.
Вищу освіту отримав на факультеті авіадвигунів Харківського авіаційного інституту, який закінчив 1967 року.
Володимир Родіонов — український поет, який пише російською. В його творчому здобутку також проза, переклади, публіцистика.
Першою збіркою поета стала «Солнце у штурвала», яка вийшла друком в 1978 році.
Загапом він є автором 60 творів поезії, прози та пісень.
Також Володимир Родіонов — член Спілки письменників України і Росії.
Близько чотирьох десятиліть жив і працював в м Чугуєві.

## Нагороди та відзнаки
- лауреат: літературної премії України ім. Миколи Ушакова (1997)
  - обласної премії ім. Олександра Масельського
  - премії України ім. Володимира Короленка (2006
  - муніципальної премії ім. Бориса Слуцького (2006)
  - всеукраїнській премії ім. Володимира Сосюри (2007)
  - муніципальної премії ім. Костя Гордієнка (2007)
  - міжнародної премії ім. Дмитра Нитченка (2009)
- Почесний громадянин міста Чугуєва (1996).
- нагороди:
  - медалі Федерації Космонавтики СРСР ім. Миколи Рязанського (1993)

Федерації Космонавтики Росії ім. Івана Кожедуба (1995).
- Почесний громадянин міста Чугуєва «за активну роботу з патріотичного виховання молодого покоління, пропаганду історії і культурної спадщини Чугуївщини»[2]

## Видання
Поезія В. Родіонова
1. Собрание сочинений в 9 т. / В. Родионов. — Х.: Вид-во Федорко, 2012. — Т 1 — 9.
2. Собрание сочинений в 2 т. / В. Родионов. — Чугуев: III –e тысячелетие, 1999. — Т. 1 — 2.
3. Господь тебя храни: Стихи / В. Родионов. — Х. : Майдан, 1998. — 240 с.
4. Двойная тень: Стихи / В. Родионов. — Чугуев, ІІІ-е тысячелетие, 2005. — 136 с.
5. Заповітна свіча: Вірші та поеми / В Родіонов. — Чугуїв: ІІІ-є тисячоліття, 2001. — 183 с.
6. И паруса мои и крылья: Стихи / В. Родионов. — Х. : III-е тысячелетие, 2010. — 100 с.
7. «…И слов идущих вдохновенье»: Лаконизмы / В. Родионов. — Х. : Місьдрук, 2012. — 176 с.
8. Корни и крылья: Стихи / В.Родионов. — Х. : Прапор, 1986. — 46 с.
9. Летные фрески: Стихи / В. Родионов. — Х. : Прапор, 1992. — 95 с.
10. Листоноша осені моєї: Вірші / В. Родіонов. — Х. : Міськдрук, 2010. — 100 с.
11. Любовь моя извечная ! : Стихи, поэы, песни / В, Родионов. — Чугуев: III-e тысячелетие, 2000. — 174 с.
12. Мелодии крыла: Песни / В. Родионов. — Х. : Майдан. 1998—136 с.
13. Мой иконостас 6 Стихи и поэмы / В. Родионов. — Чугуев: III-e тисячелетие, 2003. — 96 с.
14. На том и стою: Стихи / В. Родионов — Х.: Майдан, 1995. — 176 с.
15. Небесні плеса: Вірші / В. Родіонов. — Х. : Прапор, !991. — 95 с.
16. Небесное и земное: Стихи и поэмы / В. Родионов. — Х.: Міськдрук,2011. — 224с.
17. Ожидание весны: Стихи и переводы / В. Родионов. — Х. : Вид-во Федорко, 2015. — 142 с.
18. Осокорова осінь: Вірші / В. Родіонов. — Х. : Вид-во жур. «Березіль», 1995. — 96 с.
19. Останнє кохання: Книга сповідальної душі / В. Родіонов. — Х. : III-e тисячоліття, 1999. — 240 с.
20. Отсветы любви: Стихи / В. Родионов. — Х.: КП Типография № 13, 2009. — 100 с.
21. Оттаявшая память: Стихи / В. Родионов — Х. : III-e тисячелетие, 2008. — 196 с.
22. Ощущение полета: Стихи./ В.Родионов.- Х. : Майдан, 2003. — 160 с.
23. Постижение: Стихи / В. Родионов. — Х. : Прапор, 1982. — 55 с.
24. Поеми / В. Родіонов. — Х. : Вид-во Федорко , 2014. — 112 с.
25. Поэмы / В. Родионов. Х. : Міськдрук, 2011—160 с.
26. Право на полет: Избранное / В. Родионов. — Х. : Ред.-изд. пред-е «Оригинал», 1992. — 288 с.
27. Свет калины Украины: Книга переводов / В. Родионов. — Х. : Майдан, 2006. — 100 с.
28. Свет невечерний: Стихи / В. Родионов. — Х. : Майдан, 1997. — 96 с.
29. Слова души и ноты сердца: Песни / В. Родионов. Х: III-e тысячелетие, 2004. — 144 с.
30. Слова души и строки сердца: Лаконизмы / В. Родионов. — Х. : Вид-во Федорко, 2013. — 208 с.
31. Слова на ветер не бросая … : Лаконизмы / В. Родионов — Х .: Вид-во Федорко, 2013. — 202 с.
32. Солнце у штурвала: Стихи / В. Родионов. — Х. : Прапор, 1978. — 48 с.
33. Стихотворения, рецензии, письма / В. Родионов. — Х. : Майдан, 2002. — 420 с.
34. Судьбы моей автографы: Лаконизмы / В.Родионов. — Х. : Міськдрук, 2011. — 160 с.
35. Перебійніс П. Печаль крыла седого. Туга сивого крила: Вірші, переклади / В. Родіонов, П. Перебійніс. — Х. : III-тисячоліття, Вид-во Федорко, 2015. — 84 с.
36. Черты ушедшей мамы отчетливей с годами: Стихи / В. Родионов.- Х. : Вид-во Федорко, 2015. — 92 с.
37. Четыре возраста любви: Стихи / В. Родионов. — Х. : III-e лысячелетие, 2008. — 196 с.
38. Чувств моих жар — Азербайджан: Стихи, поэма, проза / В. Родионов. — Х. : Вид-во Федорко, 2015. — 100 с.
39. Чугуев Репиным велик. — Х.:Федорко, 2018. — 156 с.

Поезія для дітей В. Родіонова
1. До чего ж потешные — братья нащи меньшие / В. Родионов: Стихи для детей / В. Родионов. — Х. : Вид-во Федорко, 2015. — 148 с.
2. Про братів менших наших — земних і крилатих ! : Вірші для дітей / В. Родіонов. — Х. : Вид-во Федорко, 2015. — 94 с.
3. Стихов моих излишек для наших ребятишек: Стихи для детей / В. Родионов.- Х.: Вид-во Федорко, 2015, 146 с.

Проза В. Родіонова
1. Эссе в 6-ти томах. — Т.1 Судьбы судеб. — Х. : Майдан, 2004. — 218 с.
2. Эссе в 6-ти томах. — Т. 2 Жизнь жизней. — Х. :III-e тысячелетие, 2005. — 240 с.
3. Эссе в 6-ти томах. — Т. 3 Сердца сердец. — Х. : III-e тысячелетие, 2006. — 208 с.
4. Эссе в 6-ти томах. — Т. 4.Встречи встреч. — Х. : III-e тысяччелетие, 2009. — 244 с.
5. Эссе в 6-ти томах. — Т. 5 Разлуки разлук. — Х. : III-e тысячелетие. 2010. — 250 с.
6. Эссе в 6-ти томах. — Т. 6. Итоги итогов. — Х. : Вид-во Федорко, 2014. — 198 с.
7. Апостоли слова: Книга есеїв / В. Родіонов. — Х. : Майдан, 2007. — 88 с.